# ルイス・オルティス (1995年生の投手)
ルイス・フランシスコ・オルティス（Luis Francisco Ortiz, 1995年9月22日 - ）はアメリカ合衆国カリフォルニア州フレズノ郡サンガー出身のプロ野球選手（投手）。右投右打。MLBのフィラデルフィア・フィリーズ所属。

## 経歴

### プロ入りとレンジャーズ傘下時代
2014年のMLBドラフト1巡目（全体30位）でテキサス・レンジャーズから指名を受け、プロ入り。契約後、アリゾナリーグ・レンジャーズとA級ヒッコリー・クロウダッズでプレーした。

### ブルワーズ傘下時代
2016年8月1日にジェレミー・ジェフレスとジョナサン・ルクロイとのトレードで、ルイス・ブリンソン、ライアン・コーデルと共にミルウォーキー・ブルワーズに移籍した。
2018年にオールスター・フューチャーズゲームに出場した。

### オリオールズ時代
2018年7月31日にジョナサン・スコープとのトレードで、ジョナサン・ビラー、ジャン・カルモナと共にボルチモア・オリオールズに移籍した。トレード以降はAA級ビロクシ・シャカーズとAAA級ノーフォーク・タイズでプレーした。9月7日にメジャー昇格し、同日に初出場した。
2020年は新型コロナウイルスの影響でマイナーリーグが開催されず、自身の昇格もなかったために、試合に出場することはなかった。11月2日にフリーエージェントとなった。

### レンジャーズ復帰
2020年11月16日にテキサス・レンジャーズとマイナー契約を結んだ。
2021年のメジャー昇格はなく、オフの11月17日にフリーエージェントとなった。

### ジャイアンツ時代
2022年2月2日にサンフランシスコ・ジャイアンツとマイナー契約を結んだ。

### フィリーズ時代
2022年11月9日にウェイバー公示を経てフィラデルフィア・フィリーズに移籍した。